# Ladies German Open
Het Ladies German Open is een golftoernooi van de Ladies European Tour (LET).
De eerste editie was in 1984. 

## Winnaars
| Jaar                                           | Baan                        | Winnaar                 | Score                   | Score                   |                         |
| LBS Ladies' German Open                        | LBS Ladies' German Open     | LBS Ladies' German Open | LBS Ladies' German Open | LBS Ladies' German Open | LBS Ladies' German Open |
| ---------------------------------------------- | --------------------------- | ----------------------- | ----------------------- | ----------------------- | ----------------------- |
| 1984                                           | Golf Club Schloss Braunfels | Beverly Huke            |                         |                         |                         |
| 1985                                           | Golf Club Schloss Braunfels | Julie Brown             |                         |                         |                         |
| BMW Ladies' German Open                        |                             |                         |                         |                         |                         |
| 1986                                           | Golf Club Olching           | Liselotte Neumann       |                         |                         |                         |
| 1987                                           | Golf Club Hamburg Wendlohe  | Marie-Laure de Lorenzi  | 275                     | -13                     |                         |
| 1988                                           | Hubbelrath Golf Club        | Liselotte Neumann       |                         |                         |                         |
| Lufthansa Ladies' German Open                  |                             |                         |                         |                         |                         |
| 1989                                           | Worthsee                    | Alison Nicholas         | 269                     | -19                     |                         |
| 1990                                           | Worthsee                    | Ayako Okamoto           |                         |                         |                         |
| 1991                                           | Worthsee                    | Florence Descampe       |                         |                         |                         |
| 1992 - 1994: niet gespeeld                     |                             |                         |                         |                         |                         |
| Maredo German Open                             |                             |                         |                         |                         |                         |
| 1995                                           | Treudelberg Golf Club       | Rachel Hetherington     |                         |                         |                         |
| Ladies' German Open                            |                             |                         |                         |                         |                         |
| 1996                                           | Treudelberg Golf Club       | Joanne Morley           | 281                     | -11                     |                         |
| 1997                                           | Treudelberg Golf Club       | Joanne Mills            | 283                     | -9                      |                         |
| 1998                                           | Treudelberg Golf Club       | Lora Fairclough         | 282                     | -10                     |                         |
| Stilwerk Ladies' German Open                   |                             |                         |                         |                         |                         |
| 1999                                           | Treudelberg Golf Club       | Anne-Marie Knight       | 278                     | -10                     |                         |
| 2000                                           | Treudelberg Golf Club       | Joanne Morley           | 274                     | -14                     |                         |
| Palmerston Ladies' German Open                 |                             |                         |                         |                         |                         |
| 2001                                           | Bad Saarow                  | Karine Icher            | 210                     | -6                      |                         |
| 2002 - 2007: niet gespeeld                     |                             |                         |                         |                         |                         |
| HypoVereinsbank Ladies German Open             |                             |                         |                         |                         |                         |
| 2008                                           | Golfpark Gut Häusern        | Amy Yang                | 267                     | -21                     |                         |
| 2009                                           | Golfpark Gut Häusern        | Jade Schaeffer po       | 275                     | -13                     |                         |
| Unicredit Ladies German Open presented by Audi |                             |                         |                         |                         |                         |
| 2010                                           | Golfpark Gut Häusern        | Laura Davies            | 277                     | -11                     |                         |
| 2011                                           | Golfpark Gut Häusern        | Diana Luna              | 264                     | -24                     |                         |
| 2012                                           | Golfpark Gut Häusern        | Anne-Lise Caudal po     | 275                     | -13                     |                         |
| 2013                                           | Golfpark Gut Häusern        | Carlota Ciganda po      | 101                     | -6                      |                         |

Play-off
- 1997: play-off gewonnen van Lynette Brooky
- 2009: play-off gewonnen van Paula Marti
- 2012: play-off gewonnen van Laura Davies
- 2013: play-off gewonnen van Charley Hull, door het slechte weer werden er slechts 27 holes gespeeld.